# تصنيفات إي تي أف
تصنيفات الاتحاد الدولي للتنس هي التصنيفات الرسمية التي يصدرها الاتحاد الدولي للتنس لتقييم أداء المنتخبات الوطنية في منافسات التنس للرجال والسيدات. يشمل الاتحاد الدولي أيضًا تصنيفات خاصة ببطولتي كأس ديفيز للمنتخبات الوطنية للرجال، وكأس بيلي جين كينغ للمنتخبات الوطنية للسيدات، حيث يُقاس في هاتين التصنيفين أداء جميع الدول المشاركة في البطولتين.
صدر التصنيف الخاص بمنتخبات كأس ديفيز لأول مرة في نهاية عام 2001، وتبعه بعام تصنيف منتخبات كأس بيلي جين كينغ. يُحدَّث هذان التصنيخان بعد انتهاء كل جولة من جولات المجموعة العالمية، ويُستخدمان لتحديد ترتيب المنتخبات الأعلى تصنيفًا عند إجراء قرعة المجموعات في البطولتين.

## طريقة التصنيف
تعتمد تصنيفات كأس ديفيز وكأس بيلي جين كينغ الصادرة عن الاتحاد الدولي للتنس على نظام تراكمي متحرّك يمتد لأربع سنوات. ومع ذلك، يُحسب إجمالي النقاط لكل دولة باستخدام صيغة تعتمد على جمع موزون، حيث تُمنح النتائج الأحدث وزنًا أكبر.
بعد كل جولة من جولات المجموعة العالمية، يُعاد ضبط نطاق فترة التصنيف، حيث تُحتسب النقاط المكتسبة خلال السنة الأخيرة بنسبة 100٪ من إجمالي النقاط. وفي الوقت ذاته، تُخفض أوزان النقاط المكتسبة حتى الجولة ذاتها من السنوات الثلاث السابقة إلى 75٪ (للنقاط المكتسبة قبل سنة إلى سنتين)، و50٪ (للنقاط منذ سنتين إلى ثلاث سنوات)، و25٪ (للنقاط منذ ثلاث إلى أربع سنوات).
تُمنح نقاط التصنيف فقط للدولة الفائزة في كل مواجهة ضمن المسابقة وفي جميع الجولات. وتُعدّ الانتصارات في جولات المجموعة العالمية أكثر قيمة من تلك التي تتحقق في المجموعات الإقليمية، كما تزداد قيمة النقاط تدريجيًا في المراحل المتقدمة من البطولة. وتُمنح نقاط إضافية للدولة التي تهزم دولة ذات تصنيف أعلى، بشرط أن تكون الدولة المهزومة ضمن أفضل 64 دولة في تصنيف كأس ديفيز، أو ضمن أفضل 75 دولة في تصنيف كأس بيلي جين كينغ.
في كأس ديفيز فقط، تُمنح مكافأة إضافية للدولة التي تفوز بالمواجهة على أرض الخصم، حيث يُضاف 25٪ من مجموع نقاط الجولة ونقاط المكافأة (إن وُجدت) إلى رصيدها النهائي. أما في كأس بيلي جين كينغ، فتُمنح الدول التي تفوز بانسحاب الخصم نقاط الجولة فقط دون نقاط المكافأة، ولا تُحتسب أي نقاط عن المباريات الترضية.

### الرجال
يوضح الجدولان التاليان توزيع نقاط التصنيف والمكافآت في كأس ديفيز:
| المجموعة          | الجولة                           | السنة الأخيرة | السنة الأخيرة | من سنة إلى سنتين | من سنة إلى سنتين | من سنتين إلى ثلاث | من سنتين إلى ثلاث | من ثلاث إلى أربع سنوات | من ثلاث إلى أربع سنوات |
| المجموعة          | الجولة                           | خارج الأرض    | على الأرض     | خارج الأرض       | على الأرض        | خارج الأرض        | على الأرض         | خارج الأرض             | على الأرض              |
| ----------------- | -------------------------------- | ------------- | ------------- | ---------------- | ---------------- | ----------------- | ----------------- | ---------------------- | ---------------------- |
| المجموعة العالمية | النهائي                          | 10000         | 8000          | 7500             | 6000             | 5000              | 4000              | 2500                   | 2000                   |
| المجموعة العالمية | نصف النهائي                      | 7500          | 6000          | 5625             | 4500             | 3750              | 3000              | 1875                   | 1500                   |
| المجموعة العالمية | ربع النهائي                      | 5000          | 4000          | 3750             | 3000             | 2500              | 2000              | 1250                   | 1000                   |
| المجموعة العالمية | الدور الأول                      | 2500          | 2000          | 1875             | 1500             | 1250              | 1000              | 625                    | 500                    |
| المجموعة العالمية | مباريات الملحق                   | 1250          | 1000          | 937.5            | 750              | 625               | 500               | 312.5                  | 250                    |
| المجموعة الأولى   | الدور الثاني                     | 750           | 6003          | 562.5            | 450              | 375               | 300               | 187.5                  | 150                    |
| المجموعة الأولى   | الدور الأول                      | 500           | 4003          | 375              | 300              | 250               | 200               | 125                    | 100                    |
| المجموعة الأولى   | مباريات الملحق                   | 400           | 320           | 300              | 240              | 200               | 160               | 100                    | 80                     |
| المجموعة الثانية  | الدور الثالث                     | 250           | 200           | 187.5            | 150              | 125               | 100               | 62.5                   | 50                     |
| المجموعة الثانية  | الدور الثاني                     | 150           | 120           | 112.5            | 90               | 75                | 60                | 37.5                   | 30                     |
| المجموعة الثانية  | الدور الأول                      | 100           | 80            | 75               | 60               | 50                | 40                | 25                     | 20                     |
| المجموعة الثانية  | مباريات الملحق                   | 50            | 40            | 37.5             | 30               | 25                | 20                | 12.5                   | 10                     |
| المجموعة الثالثة2 | دوري المجموعات والملحق (لكل فوز) | 5             | 5             | 3.75             | 3.75             | 2.5               | 2.5               | 1.25                   | 1.25                   |
| المجموعة الرابعة2 | دوري المجموعات والملحق (لكل فوز) | 2             | 2             | 1.5              | 1.5              | 1                 | 1                 | 0.5                    | 0.5                    |

| تصنيف الدولة الخصم1 | نقاط المكافأة | نقاط المكافأة |
| ------------------- | ------------- | ------------- |
| تصنيف الدولة الخصم1 | خارج الأرض    | على الأرض     |
| من 1 إلى 2          | 125           | 100           |
| من 3 إلى 4          | 112.5         | 90            |
| من 5 إلى 8          | 93.75         | 75            |
| من 9 إلى 16         | 62.5          | 50            |
| من 17 إلى 32        | 50            | 40            |
| من 33 إلى 64        | 31.25         | 25            |

ملاحظات
1 تُضاف نقاط المكافأة، كما ورد أعلاه، عند الفوز على دول ذات تصنيف أعلى، وذلك في المجموعة العالمية، والمجموعة الأولى، والمجموعة الثانية.
2 لا تُحتسب نقاط المكافأة في المجموعة الثالثة والمجموعة الرابعة.
3 في حال تجاوز عدد الفرق في مجموعتي أوروبا/أفريقيا الأولى والثانية 16 فريقًا، أو تجاوز عدد الفرق في مجموعتي آسيا/أوقيانوسيا والأمريكيتين الأولى والثانية ثمانية فرق، تُمنح 200 نقطة للفوز في الدور الأول، و400 نقطة في الدور الثاني، و600 نقطة في الدور الثالث.

### النساء
يوضح الجدولان التاليان توزيع نقاط التصنيف ونقاط المكافآت في كأس بيلي جين كينغ (سابقًا كأس الاتحاد):
| المجموعة                  | الجولة                 | السنة الأخيرة       | من سنة إلى سنتين    | من سنتين إلى ثلاث   | من ثلاث إلى أربع سنوات |
| ------------------------- | ---------------------- | ------------------- | ------------------- | ------------------- | ---------------------- |
| المجموعة العالمية الأولى  | النهائي                | 8000                | 6000                | 4000                | 2000                   |
| المجموعة العالمية الأولى  | نصف النهائي            | 6000                | 4500                | 3000                | 1500                   |
| المجموعة العالمية الأولى  | الدور الأول            | 4000                | 3000                | 2000                | 1000                   |
| المجموعة العالمية الأولى  | مباريات الملحق         | 2000                | 1500                | 1000                | 500                    |
| المجموعة العالمية الثانية | الدور الأول            | 1500                | 1125                | 750                 | 375                    |
| المجموعة العالمية الثانية | مباريات الملحق         | 1000                | 750                 | 500                 | 250                    |
| المجموعة الأولى           | دوري المجموعات والملحق | 1000 نقطة كحد أقصى2 | 1000 نقطة كحد أقصى2 | 1000 نقطة كحد أقصى2 | 1000 نقطة كحد أقصى2    |
| المجموعة الثانية          | دوري المجموعات والملحق | 400 نقطة كحد أقصى2  | 400 نقطة كحد أقصى2  | 400 نقطة كحد أقصى2  | 400 نقطة كحد أقصى2     |
| المجموعة الثالثة          | دوري المجموعات والملحق | 160 نقطة كحد أقصى2  | 160 نقطة كحد أقصى2  | 160 نقطة كحد أقصى2  | 160 نقطة كحد أقصى2     |

| تصنيف الدولة الخصم1 | نقاط المكافأة |
| ------------------- | ------------- |
| 1                   | 200           |
| من 2 إلى 5          | 180           |
| من 6 إلى 10         | 150           |
| من 11 إلى 20        | 100           |
| من 21 إلى 30        | 80            |
| من 31 إلى 50        | 50            |
| من 51 إلى 75        | 30            |

ملاحظات
1 تُضاف نقاط المكافأة، كما هو موضح أعلاه، عند الفوز على دول ذات تصنيف أعلى، في المجموعة العالمية والمجموعة الأولى والمجموعة الثانية.
2 في المجموعات الأولى والثانية والثالثة، تُحتسب نقاط الدولة استنادًا إلى مركزها النهائي الإجمالي. وتختلف صيغة المنافسة بحسب عدد الدول المشاركة في كل عام، مما يؤثر في قيمة كل فوز. ومع ذلك، يظل الحد الأقصى للنقاط التي يمكن أن تحصدها أي دولة في كل مستوى ثابتًا.